# Digital China
Digital China est une entreprise de services du numérique chinoise issue d'une scission de Lenovo en 2001. 

## Histoire
En novembre 2020, Huawei annonce la vente sa filiale Honor, comprenant la marque, les usines et toutes les infrastructures affiliées, pour l'équivalent de 15,2 milliards de dollars à un consortium mené par Digital China et la ville de Shenzhen. La marque Honor représente 26 % des ventes de Huawei au moment de sa vente.